# 约纳坦·赫尔维格
约纳坦·赫尔维格（瑞典語：Jonatan Hellvig，2001年10月5日—），瑞典男子沙滩排球运动员，2022年欧洲沙滩排球锦标赛男子金牌得主、2023年欧洲沙滩排球锦标赛男子金牌得主、2023年世界沙滩排球锦标赛男子银牌得主、2024年夏季奥林匹克运动会男子金牌得主。